# Херман II фон Тирщайн
Херман II фон Тирщайн (на немски: Hermann von Tierstein; † 17 юни 1405 в битка) е граф на Тирщайн от линията Фробург-Хомберг/Тирщайн-Фарнсбург в Базел Ландшафт в Швейцария. .
Той е син на граф Зигмунд IV фон Тирщайн († сл. 29 януари 1383), ландграф на ландграфството Зизгау и Бухсгау и господар на Фробург, и съпругата му Верена фон Нойенбург-Нидау († 1405), дъщеря на граф Рудолф III фон Нойенбург-Нидау († 1339) и Верена де Ньофшател († 1372).
Брат е на Ото II фон Фробург в Зизгау († 1418), Зигмунд V фон Фробург († 9 април 1388), Маргарета фон Тирщайн-Фробург († сл. 1427), омъжена пр. 24 ноември 1402 г. за граф Рудолф VI фон Хоенберг († 1409/1422) и Агнес фон Тирщайн-Фробург († сл. 1430), омъжена ок. 1385 г. за Хайнрих V фон Ротенбург († 1400/1411).
Херман II фон Тирщайн е убит в битка на 17 юни 1405 г. и е погребан в Кюнгентал.

## Фамилия
Херман II фон Тирщайн се жени пр. 28 април 1393 г. за Агнес фон Мач († 1421/сл. 1422), вдовица на Рудолф V фон Монфор-Фелдкирх († 13 ноември 1390, Фусах), дъщеря на граф Улрих IV фон Мач-Кирхберг († пр. 28 септември 1402) и Агнес фон Кирхберг, наследничка на Кирхберг († пр. 12 март 1401), дъщеря на граф Вилхелм I фон Кирхберг († 1366) и Агнес фон Тек († 1384). Те имат две дъщери:
- Агнес фон Тирщайн († 11 декември 1433), омъжена сл. 1387 г. за Ото VII фон Лихтенщайн, господар на Мурау и Дурнщайн († сл. 3 февруари 1419)
- Анна (Енели) фон Тирщайн († сл. 23 юли 1405), омъжена за Улрих фон Щархемберг